# California State Route 52
Die California State Route 52, kurz CA 52, ist eine State Route im US-Bundesstaat Kalifornien, die in Ost-West-Richtung verläuft.
Die State Route beginnt an der Interstate 5 in San Diego und endet in Santee an der California State Route 67.  Sie verläuft parallel zur Interstate 8 und trägt auch den Namen San Clemente Canyon Freeway. Des Weiteren sollen ab 2012 zwei HOV Spuren zwischen der I-805 und der CA 125 gebaut werden, die aus beiden Richtungen genutzt werden können.